# Torpedo (tvornica)
Torpedo je bilo ime hrvatske tvornice oružja, kamiona, traktora i motora. Sjedište tvrke bilo je u Rijeci kao i glavna tvornica, a ostale tvornice i proizvodne hale bile su u Đakovu i Jastrebarskom.

## Početci do 1914.
Tvornica Torpedo nastala je 1853. godine kao plod ulaganja poduzetinka iz Rijeke kao dioničko društvo pod imenom Fonderia Metalli, kao tvornica za lijevanje metala, a prvi proizvod bila su sidra, dok je sporedna dijelatost popravljanje parnih brodova. Tvornica nije napredovala toliko dobro dok upravljanje nije preuzeo engleski inženjer Robert Whitehead koji je počeo proizvoditi motore za potrebe Austro-Ugarske mornarice, i tvornica se preimenuje u Stabilimento tecnico fiumano. U 60-tim godina 19. stoljeća, tvornici prilazi umirovljeni pomorski časnik Ivan Vukić sa svojim novim izumom - protubrodskim oružjem "spasioca obale" koji je bila brodica napunjena s eksplozivom i skupa s Robertom Whiteheadom pokušao je komercijalizirati ovu ideju. Robert Whitehead započinje kasnije s novom idejom odbacivši ideju ekspozivne brodice, i skrenuvši svoje snage na razvijanje eksplozivne ribe koja je sličila tuni kada se giba ispod vode. Isprva se torpedo zvao brod-mina (njemački Minenschiff'), i ovo novo oružije bilo je uspješno demonstrirano komitetu Austro-Ugarske mornarice 20. prosinca 1866. Kasnije 1868. godine na topovnjaču Gemse uspješno se ugradile lansirne cijeve za torpedo, i ovim postaje privim torpednim brodom na svijetu. Robert Whitehead je uspješno gradio brodske motore, tako da je za motor koji je bio ugrađen u broj Erzherzog Ferdinand Max izložen na Svjetskom sajmu tehnike u Parizu, odnio je prvu nagradu. Od 1870 godine, započinje se s masovnom proizvodnjom torpeda, i 1875. godine Robert Whitehead skupa sa svojim zetom, kupuju Stabilimento tecnico fiumano i preimenuju je u Torpedofabrik Whitehead & Comp. Već 1878. godine, u Rijeku dolaze predstavnici 18 zemalja u cilju da zaključe ugovor s tvornicom Torpedofabrik Whitehead & Comp., a 1881. godine tvornica izvozi gotova torpeda po cijelom svijetu. Godine 1889. Torpedofabrik Whitehead & Comp. razvija torpeda s većim kalibirima (381 mm, 450 mm i 533 mm), originalni kalibar bio je 356mm. SAD kupuju licencu za proizvodnju torpeda 1892., a Torpedofabrik Whitehead & Comp. osniva podružnicu u američkom gradu Weymouth. 
R. Whitehead prije smrti, 1905., tvrtku pretvara u dioničarsko društvo Whitehead & Co., Societa in Azioni, na čije čelo dolazi grof Edgar Hoyos, sin Georga Hovosa. Engleske obiteljske tvrtke Vickers Ltd. i Armstrong-Whitworth & Co. kupuju od nasljednika obitelji Whitehead većinski paket dionica. Kupnjom tvornica se preimenuje u Torpedo Fabrik Whitehead und Co Aktiengeselschaf i ostaje u engleskim rukama do početka Prvoga svjetskog rata.

### I. svjetski rat
Za vrijeme I. svjetskog rata, tvornicu Torpedo Fabrik Whitehead und Co Aktiengeselschaf preuzima Austro-Ugarska mornarica, i sva proizvodnja je okrenuta na proizvodnju ratnih materijala.[nedostaje izvor]

### Od 1918. do 1945.
Nakon I. svjetskog rata i ugovora u Versaju, zapadni dio Rijeke gdje se nalazila tvornica Torpedo po ugovoru pripao je Italiji, i tvornica 1924. godine ulazi u sastav italijanske vojne industrije. Glavni direktor bio je Giuseppe Orlando, tvornica se preimenuje prvo u “Societa di Esercizio Stabilimenti Whitehead”, a 1930. godine u “Silurificio Whitehead di Fiume” S.A.  S oživljavanjem proizvodnje tvrka počinje proizvoditi torpeda za tržišta: Italije, Kraljevine Jugoslavije, Španjolske, Nizozemske, Argenitine, Finske, SSSR-a. Tehnički se torpeda unaprijeđuju tako da model torpeda 533 x 7.20 ima domet od 4000 metara s brzinom od 50 čvorova, dok s brzinom od 39 čvorova domet od 8000m. Daljim razvijanjem i ulaganjem razvijen je avionski torpedo 450mm x 5.18m, koji se mogao ispaljivati pri brzini od 300km-h. Da bi sebe osigurali s drugom proizvodnom halom, 7. ožujka 1934. godine na sjednici upravnog odbora odluka je pala o osnutku nove tvrtke Motofides u Livornu (Italija) gdje bi se proizvodila motorcikla. 1935. godine talijanska tvrtka FIAT postaje dioničarom “Silurificio Whitehead di Fiume” S.A., a dvije godine poslije u tvornici u Livornu započela je proizvodnja torpeda. Ova tvornica postoji i danas pod imenom WAAS, koja i danas proizvode torpeda na električni pogon. Tokom rata samo za 1942. godinu proizvedeno je 1170 torpeda, a 1943. godine tvornica je proizvodila oko 160 torpeda mjesečno.

### Razdoblje od 1945. do 1991.
Savezničko bombardiranje pred kraj Drugog svjetskog rata uništilo je veći dio tvornice, tako da je poslije rata započela njezina obnova i s tim je dobila novo ime Jadran. U dijelom osposobljenoj tvornici, proizvodi se roba široke potrošnje kao lokoti, upaljači, i gorionici. Također je bila osposobljena vojna proizvodna linija. Godine 1947. tvornica se preimenuje u Poduzeće Aleksandar Ranković po srpskom političaru koji je bio desna ruka Josipa Broza Tita u to vrijeme. Zatim se tvornica preimenuje u Tvornica motora Torpedo 1953. godine, i proizvodni program bili su brodski dizelski motori od malih do velikih, kao i torpeda. Proizvodnja torpeda je bila tajna, i do 1966. godine kada se prestala proizvoditi torpeda, proizvedeno je 350 komada tipa Torpedo TZR kalibra 533mm dometa od 12km i brzine od 40 čvorova.[nedostaje izvor]. 1975. godine skupa s njemačkom tvrtkom Deutz, usvaja se proizvodnja dizel motora hlađenih vodom, preko koje se proizvodi izvoze u mnoge zemlje svijeta. Od 1985. godine, Torpedo ulaže u razvoj svojih traktora. Od 1990. godine nastaju financijski problemi kod tvrtke Torpedo. Prvi stečajni postupak pokrenut je 23. ožujka 1990. godine na trgovačkom sudu u Rijeci, zbog nesposobnosti plaćanje obveza prema kreditorima.

### Razdoblje od 1991. do prekida rada
Eksproprijacijom Torpeda od strane hrvatske države 1991. počinje propadanje te riječke tvornice. Država za potrebe rata preorijentira proizvodnju pa su tako u rekordnom vremenu inženjeri i radnici tvornice Torpedo razvili Lako oklopno vozilo koje je ušlo u proizvodnju i upotrebu 1993. godine, a razvoj je započeo 1992. godine. Ovo oklopno vozilo bilo je zasnovano na teretnom vozilu Torpedo HV 4x4 TK-130 T-7 koje je prije bilo razvijeno u rekordnom vremenu za navedene potrebe. Prenamjena tvornice Torpedo za proizvodnju ratne opreme te nestručno i nesavjesno rukovodstvo 1993. godine uvodi tvrtku u financijske probleme tako da je Okružni sud u Rijeci dao prisilnu nagodbu kojom se tvrtku obavezalo da isplatiti 22 milijuna njemačkih maraka vjerovnicima u roku od tri godine. Iako je ovim postupukom tvrtki dan predah, zbog loše politički podobne uprave, tehnološke zaostalosti, neispunjenosti kapaciteta, nedostatka vizije i financijskih problema, te sve većom dominacijom uvoznih proizvoda na nezaštićenom tržištu, tvrka je sve više tonula. Država je kao htjela pomoći tako što je 1997. godine ponudila kredit za kupnju poljoprivredne mehanizacije i priključne alate od tvrtke Torpedo, iako je račun tvrtke bio blokiran od 1998. godine. Stečajni postupak je pokrenut tek 29. lipnja 2000. godine, i još nije u potpunosti okončan. Originalna zgrada tvornice u kojoj je djelovalo poduzeće Torpedo zbog povoljne lokacije u gradu pretvorena je višenajmenski izložbeni/koncertni prostor u vlasništvu Grada Rijeke.

## Proizvodi

### Torpeda
- Kalibar 533mm

### Motori
- Aran, dizel motor
- Torpedo 18/24
- Torpedo BT6L912 (s turbo punjačem)

## Građevinska vozila
- Rovokopači
- TB 1841H-1941H
- Utovarivači

### Traktori
- Torpedo TD 9006 A
- Torpedo 9100
- Torpedo 6006
- Torpedo Deutz
- Torpedo TX 80
- Torpedo 4506
- Torpedo RX 120
- Torpedo RX 170
- Torpedo 79
- Torpedo Kvarner 75A
- Torpedo Adriatic
  - Torpedo TD 40/48
  - Torpedo TD 50/55
  - Torpedo TD 75
  - Torpedo TD 90 A
  - Torpedo TD 04-60 C
  - Torpedo TD 7011 F
- Torpedo D 55
- Torpedo TD 7506 A
- Torpedo TD 9006 Special
- Topredo TD 9006 A Special
- Torpedo TD 4806 C
- Torpedo TD 6806
- Torpedo TD 6206 C

### Teretna vozila
- Torpedo SRT
- Torpedo TK 130 T7 4x4

### Oklopna vozila
- Lako oklopno vozilo
- LOV T2

## Tvornice
- Rijeka
- Đakovo
- Jastrebarsko